# Jurij Trubaczow
Jurij Wiktorowicz Trubaczow (ros. Юрий Викторович Трубачёв; ur. 9 marca 1983 w Czerepowcu) – rosyjski hokeista, reprezentant Rosji.

## Kariera
- Siewierstal 2 Czerepowiec (1998-2000, 2001)
- Siewierstal 3 Czerepowiec (1998-1999)
- SKA Sankt Petersburg (2000-2001)
- Siewierstal Czerepowiec (2001-2009)
- Siewierstal 2 Czerepowiec (2003/2004)
- SKA Sankt Petersburg (2009-2010)
- Siewierstal Czerepowiec (2010-2011)
- Saławat Jułajew Ufa (2011-2013)
- Atłant Mytiszczi (2013-2014)
- Siewierstal Czerepowiec (2014-)

Wychowanek Siewierstali Czerepowiec. Od czerwca 2011 zawodnik Saławata Jułajew Ufa. Miał ważny kontrakt do 2014, jednak po sezonie KHL (2012/2013) w kwietniu 2013 roku umowa została rozwiązana za porozumieniem stron. Od końca maja 2013 zawodnik Atłanta Mytiszczi związany dwuletnią umową. W lipcu 2014 odszedł z klubu. Od września 2014 ponownie zawodnik Siewierstali. W maju 2015 przedłużył kontrakt z klubem o dwa lata. W listopadzie 2019 został 15. zawodnikiem w historii KHL, który rozegrał 1000 meczów w tych rozgrywkach. Na początku sezonu KHL (2020/2021) we wrześniu 2020 został mianowany kapitanem drużyny. W październiku tego roku został grającym trenerem Siewierstali i wszedł do sztabu tejże.
Uczestniczył w turniejach mistrzostw świata juniorów do lat 17 edycji 2000, mistrzostw świata juniorów do lat 18 edycji 2000, 2001, mistrzostw świata juniorów do lat 20 edycji 2002, 2003. W barwach seniorskiej kadry Rosji występował m.in. w turniejach Euro Hockey Tour.

## Sukcesy
Reprezentacyjne
- Złoty medal mistrzostw świata juniorów do lat 17: 2000
- Srebrny medal mistrzostw świata juniorów do lat 18: 2000
- Złoty medal mistrzostw świata juniorów do lat 18: 2000
- Złoty medal mistrzostw świata juniorów do lat 20: 2002, 2003

Indywidualne
- Mistrzostwa świata juniorów do lat 18 w 2001: pierwsze miejsce w klasyfikacji asystentów turnieju: 7 asyst
- Mistrzostwa świata juniorów do lat 20 w 2003: skład gwiazd turnieju